# 1188 en santé et médecine
| Années de la santé et de la médecine : 1185 - 1186 - 1187 - 1188 - 1189 - 1190 - 1191    |
| Décennies de la santé et de la médecine : 1150 - 1160 - 1170 - 1180 - 1190 - 1200 - 1210 |

Cet article présente les faits marquants de l'année 1188 en santé et médecine.

## Fondations
- Selon Pierre de Nogent, prieur de Saint-Pry, qui écrit en 1317, deux forgerons fondent à Béthune, en Artois, la confrérie des Charitables de Saint-Éloi, vouée au service des funérailles et au secours des frères malades ou dans le besoin[1].
- Alphonse II, roi d'Aragon, fonde l'hôpital du Saint-Rédempteur à Teruel, pour le rachat des captifs, et il le confie aux frères de Montjoie[2].
- Fondation de l'hôpital Notre-Dame de l'Aumône d'Annonay en Vivarais[3].
- Les frères du Saint-Esprit fondent un hôpital à Marseille, à l'emplacement de l'actuel hôtel-Dieu[4].
- Construction, à Angers, de l'infirmerie de l'abbaye Notre-Dame de la Charité, dite du Ronceray, grâce à Étienne de Marsay, sénéchal d'Anjou, fondateur de l'hôtel-Dieu[5].
- Première mention de l'hôpital des pauvres de Sainte-Opportune, fondé à Paris entre 1181 et 1184 et qui sera renommé hôpital Sainte-Catherine en 1222[6],[7],[8].
- 1185-1188 : fondation d'une léproserie de femmes à Quevilly, près Rouen en Normandie, par Henri II, roi d'Angleterre[9].

## Épidémie
- Épidémie de chorée au pays de Galles[10].

## Personnalités
- Fl. Bernard, médecin de Humbert IV, seigneur de Beaujeu et de Montpensier et connétable de France[11].
- Fl. Jean, médecin, témoin d'une donation de Geoffroy IV, sire de Joinville[11].
- Fl. Jean, médecin, dont l'anniversaire sera célébré  à l'abbaye Saint-Remi de Reims[11].

## Décès
- Mort d'Oussama Ibn Mounqidh (né vers 1095), historien et voyageur syrien, auteur du Kitâb al-I`tibâr, récit autobiographique qui donne de précieuses informations sur les médecines franque et arabe du temps[12].